# L'Invention de Morel (téléfilm)
Pour les articles homonymes, voir L'Invention de Morel.
Pour plus de détails, voir Fiche technique et Distribution.
L'Invention de Morel est un téléfilm français réalisé en 1967 par Claude-Jean Bonnardot. C'est une adaptation du roman homonyme L'invention de Morel (La invención de Morel) d'Adolfo Bioy Casares (1940). Diffusé le 8 décembre 1967 sur la deuxième chaîne de l'ORTF, il s'agit d'un des tout premiers films de télévision tournés et diffusés en couleur.

## Synopsis
Évadé de prison, Luis (Alain Saury) se réfugie sur une île perdue où, dit-on, plusieurs personnes sont mortes, jadis, d'un mal mystérieux. Il y découvre une grande villa abandonnée. Un jour, un groupe d'individus en grande tenue, comme venus d'un autre temps, envahit les lieux. La villa et la nature alentour deviennent alors le théâtre d'étranges phénomènes. Parmi les intrus, Morel (Didier Conti), hôte inquiétant, et Faustine (Juliette Mills), jeune femme libre et belle, fascinent Luis. Par amour pour elle, il concentre tous ses efforts pour entrer en contact avec leur monde et finit par découvrir la vérité.

## Fiche technique
- Titre  original : L'Invention de Morel
- Réalisateur : Claude-Jean Bonnardot, assisté de Jean-Pierre Vergne
- Scénariste  :  Michel Andrieu, d'après le roman éponyme de Adolfo Bioy Casares : L'invention de Morel (La invención de Morel)
- Directeur de la photographie : Georges Leclerc
- Montage : Lucienne Barthelemy
- Création des décors :  Jacques Chalvet
- Création des costumes : Anne-Marie Marchand
- Format : couleur
- Pays d'origine  : France
- Genre : Science-fiction
- Date de diffusion : le 8 décembre 1967

## Distribution
- Alain Saury (Luis)
- Didier Conti (Morel)
- Juliette Mills (Faustine)
- Ursula Vian-Kubler (Irène)
- Dominique Vincent (Jane)
- Eric Sinclair (Haynes)
- Max Vialle (Ulysse)
- Robert Rimbaud (Jacques)
- Florence Musset (Dora)
- Anne Talbo (Christina)
- Jean Martin (Stoever)
- Paula Dehelly (Madeleine)
- Guy d'Arcanghes (Alec)
- Maurice Cieutat (Domingo)
- Tony Sandro (Fernando)
- Maurice Cieutat (Le capitaine)

## DVD et Blu-ray
- Ce téléfilm a été édité en 2012 par l'Institut national de l'audiovisuel dans sa collection « Les Inédits fantastiques ».